# بخش هنریتا (شهرستان لوراین، اوهایو)
بخش هنریتا (به انگلیسی: Henrietta Township) یک منطقهٔ مسکونی در ایالات متحده آمریکا است که در شهرستان لورین، اوهایو واقع شده‌است.
 بخش هنریتا ۵۴٫۹۳ کیلومتر مربع مساحت و ۱٬۸۶۱ نفر جمعیت دارد و ۲۵۹ متر بالاتر از سطح دریا واقع شده‌است.